# Джоан Акочелла
Джоан Акочелла (англ. Joan Acocella, до шлюбу Росс, 13 квітня 1945 — 7 січня 2024) — американська журналістка, письменниця, літературний і танцювальний критик. Штатна кореспондентка газети «The New Yorker», авторка книг з танців, літератури та психології.

## Освіта й кар'єра
У 1966 році здобула освітній ступінь бакалавра англійської мови в Каліфорнійському університеті в Берклі. Захистивши в 1984 році дисертацію, присвячену російському балету, отримала докторський ступінь у галузі філософії та літератури.
Писала для щотижневої газети Вілледж войс, також була критикинею і редакторкою оглядів Dance Magazine і танцювальною критикинею для Financial Times в Нью-Йорку. Її твори також регулярно з'являються в журналі The New York Review of Books. Вона почала писати для The New Yorker в 1992 році і з 1998 по 2019 була танцювальною критикинею.
Джоан Акочелла — авторка низки книг, серед яких: «Створення істерії: жінки та множинний розлад особистості» (1999 рік), «Біографія сучасного танцюриста та хореографа Марка Морріса» (1993 рік) та «Двадцять вісім артистів і два святі» (2007 рік), в останній роботі досліджуються переваги, властиві видатним артистам. Акочелла відредагувала «Щоденник Вацлава Ніжинського: невідоме видання» (1999, українського артиста балету), «Андре Левінсон про танці» (1991) і «Місія в Сіам: спогади Джессі Маккіннон Хартцелл» (2001).
Стаття Акочелла Cather and the Academy, опублікована в The New Yorker 27 листопада 1995 року, отримала премію Front Page Award від клубу газетярів Нью-Йорка і була включена в антологію «Найкращі американські есе» 1996 року. У 2000 році вона розширила есе до повноцінної книги «Вілла Катер і політика критики».
Огляд книги Генрі Гітчінгса "The Language Wars " 2012 року, написаний Акочеллою, викликав критику з боку Яна Фрімана та Марка Лібермана. Джон Макінтайр з The Baltimore Sun написав про цей епізод в колонці думок .

## Нагороди та звання
- 1993—1994 — наукова співробітниця Фонду Ґуґґенгайма[4].
- 2002 — нині — наукова співробітниця Нью-Йоркського гуманітарного інституту[9];
- 2007 — премія в галузі літератури Американської академії мистецтв та літератури[10];
- 2009 — нагорода Ноні Балакян за видатні досягнення у рецензуванні, Національний гурток книжкових критиків;
- 2012 — стипендіатка Берлінської премії Хольцбрінка Американської академії в Берліні[11];
- 2017 — Меморіальна премія Гарольда Д. Вурсела, Американська академія мистецтв та літератури[12];
- 2017 — стипендіатка Центру науковців і письменників Дороті та Льюїса Б. Кулманів[13].